# Teays Valley (Virginia Occidental)
Teays Valley es un lugar designado por el censo ubicado en el condado de Putnam en el estado estadounidense de Virginia Occidental. En el Censo de 2010 tenía una población de 13175 habitantes y una densidad poblacional de 699,71 personas por km².

## Geografía
Teays Valley se encuentra ubicado en las coordenadas 38°26′50″N 81°55′25″O / 38.44722, -81.92361. Según la Oficina del Censo de los Estados Unidos, Teays Valley tiene una superficie total de 18.83 km², de la cual 18.58 km² corresponden a tierra firme y (1.35%) 0.25 km² es agua.

## Demografía
Según el censo de 2010, había 13175 personas residiendo en Teays Valley. La densidad de población era de 699,71 hab./km². De los 13175 habitantes, Teays Valley estaba compuesto por el 95.32% blancos, el 1.57% eran afroamericanos, el 0.12% eran amerindios, el 1.58% eran asiáticos, el 0.05% eran isleños del Pacífico, el 0.27% eran de otras razas y el 1.09% pertenecían a dos o más razas. Del total de la población el 0.96% eran hispanos o latinos de cualquier raza.